# 八ヶ岳連峰
八ヶ岳連峰（やつがたけれんぽう）は、長野県諏訪地域・佐久地域と山梨県にまたがる山塊。赤岳、横岳といった八ヶ岳の主峰部分から蓼科山まで南北30km余りの山体で、大火山群である。
単に、八ヶ岳と言った場合は、山塊である八ヶ岳連峰を指す場合と、最高峰の赤岳を中心とした南八ヶ岳の山体を指す場合などがある。詳しくは八ヶ岳の項目を参照。

## 主な山

### 北八ヶ岳
- 箕冠山 (2,590m)
- 根石岳 (2,603m)
- 天狗岳 (2,646m)
- 中山 (2,496m)
- 丸山 (2,330m)
- 茶臼山 (2,384m)
- 縞枯山 (2,403m)
- 雨池山 (2,325m)
- 三ツ岳 (2,360m)
- 北横岳（横岳） (2,480m)
- 大岳 (2,381m)
- 双子山 (2,224m)
- 蓼科山 (2,530m)
- 八子ヶ峰 (1,833m)

### 南八ヶ岳

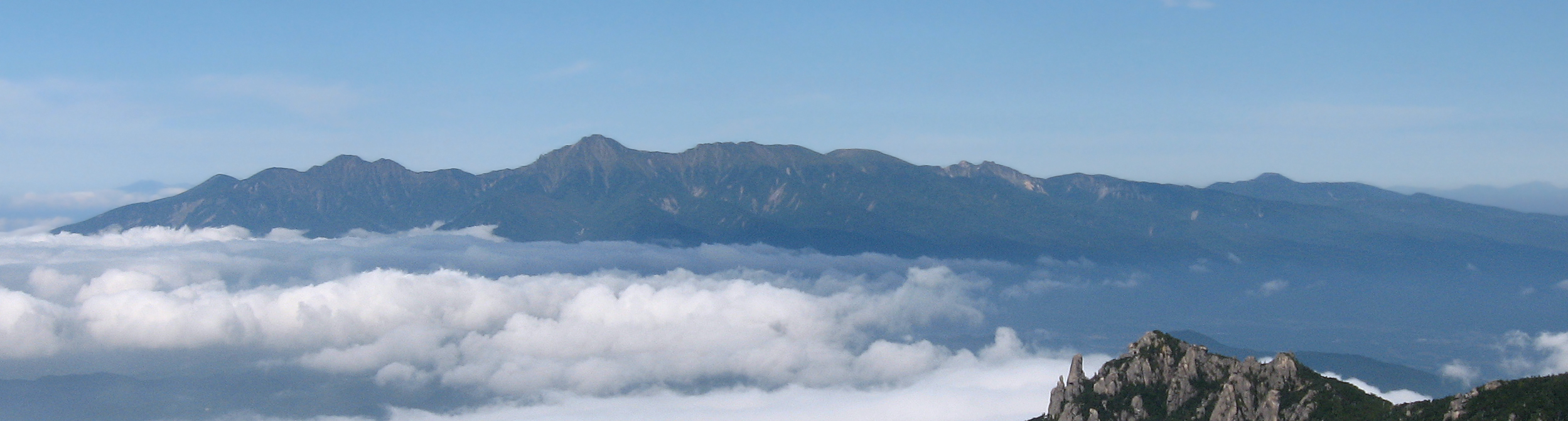
奥秩父山塊・金峰山から見た八ヶ岳連峰

- 編笠山 (2,524m)
- 西岳 (2,398m)
- 権現岳 (2,715m)
- 赤岳 (2,899m) - 最高峰。
- 中岳 (2,700m)
- 阿弥陀岳 (2,805m)
- 横岳 (2,829m)
- 峰の松目 (2,567m)
- 硫黄岳 (2,760m)